# Jock Landale
Jock Landale, né le 25 octobre 1995 à Melbourne en Australie, est un joueur australien de basket-ball évoluant au poste de pivot.

## Biographie
Landale grandit de presque 30 cm entre la 9e et la 12e année de ses études en Australie. Il obtient une bourse pour jouer au Collège Saint Mary de Californie, une université américaine dont l'équipe de basket-ball évolue en division I (NCAA).

## Carrière professionnelle

### Spurs de San Antonio (2021-2022)
Le 20 août 2021, Landale signe avec les Spurs de San Antonio,.

### Suns de Phoenix (2022-2023)
Le 30 juin 2022, il est envoyé aux Hawks d'Atlanta avec Dejounte Murray en échange de Danilo Gallinari. Quelques jours plus tard, il est échangé aux Suns de Phoenix.

### Rockets de Houston (2023-2025)
Agent libre à l'été 2023, il signe un contrat de 32 millions de dollars sur quatre ans avec les Rockets de Houston, seule la première année étant garantie. En juillet 2025, les Rockets, ayant de nombreux pivots dans leur effectif, rompent le contrat de Landale.

### Grizzlies de Memphis (depuis 2025)
En juillet 2025, il s'engage aux Grizzlies de Memphis.

## Palmarès

### En club
- Champion de Lituanie avec le Žalgiris Kaunas en 2020.
- Champion d'Australie avec le Melbourne United en 2021.

### Sélection nationale
- Médaille de bronze aux Jeux olympiques 2020.

## Statistiques

### Professionnelles

#### Saison régulière
| Saison    | Équipe      | Matchs | Titul. | Min./m | % Tir | % 3pts | % LF | Rbds/m. | Pass/m. | Int/m. | Ctr/m. | Pts/m. |
| --------- | ----------- | ------ | ------ | ------ | ----- | ------ | ---- | ------- | ------- | ------ | ------ | ------ |
| 2021-2022 | San Antonio | 54     | 1      | 10,9   | 49,5  | 32,6   | 82,9 | 2,60    | 0,80    | 0,20   | 0,30   | 4,90   |
| 2022-2023 | Phoenix     | 69     | 4      | 14,2   | 52,8  | 25,0   | 75,2 | 4,10    | 1,00    | 0,20   | 0,40   | 6,60   |
| Carrière  | Carrière    | 123    | 5      | 12,7   | 51,6  | 28,9   | 77,4 | 3,40    | 0,90    | 0,20   | 0,40   | 5,90   |

#### Playoffs
| Saison   | Équipe   | Matchs | Titul. | Min./m | % Tir | % 3pts | % LF | Rbds/m. | Pass/m. | Int/m. | Ctr/m. | Pts/m. |
| -------- | -------- | ------ | ------ | ------ | ----- | ------ | ---- | ------- | ------- | ------ | ------ | ------ |
| 2023     | Phoenix  | 7      | 1      | 16,2   | 63,0  | 0,0    | 64,3 | 4,00    | 0,40    | 0,40   | 0,40   | 6,10   |
| Carrière | Carrière | 7      | 1      | 16,2   | 63,0  | 0,0    | 64,3 | 4,00    | 0,40    | 0,40   | 0,40   | 6,10   |

## Records sur une rencontre en NBA
Les records personnels de Jock Landale en NBA sont les suivants, :
| Type de statistique        | Saison régulière | Saison régulière        | Saison régulière | Playoffs | Playoffs            | Playoffs      |
| Type de statistique        | Record           | Adversaire              | Date             | Record   | Adversaire          | Date          |
| -------------------------- | ---------------- | ----------------------- | ---------------- | -------- | ------------------- | ------------- |
| Points                     | 26               | Pacers de l'Indiana     | 12 mars 2022     | 13       | Nuggets de Denver   | 11 mai 2023   |
| Paniers marqués            | 12               | Pacers de l'Indiana     | 12 mars 2022     | 5        | Nuggets de Denver   | 11 mai 2023   |
| Paniers tentés             | 15               | Pacers de l'Indiana     | 12 mars 2022     | 6        | 2 fois              | 2 fois        |
| Paniers à 3 points réussis | 3                | Hornets de Charlotte    | 24 janvier 2023  | -        | -                   | -             |
| Paniers à 3 points tentés  | 7                | Hornets de Charlotte    | 24 janvier 2023  | 1        | @ Nuggets de Denver | 29 avril 2023 |
| Lancers francs réussis     | 6                | @ Grizzlies de Memphis  | 27 décembre 2022 | 3        | 2 fois              | 2 fois        |
| Lancers francs tentés      | 8                | @ Pistons de Détroit    | 4 février 2023   | 4        | 3 fois              | 3 fois        |
| Rebonds offensifs          | 8                | Clippers de Los Angeles | 15 janvier 2022  | 3        | Nuggets de Denver   | 7 mai 2023    |
| Rebonds défensifs          | 8                | 6 fois                  | 6 fois           | 7        | Nuggets de Denver   | 5 mai 2023    |
| Rebonds totaux             | 12               | Bulls de Chicago        | 21 mars 2024     | 9        | Nuggets de Denver   | 5 mai 2023    |
| Passes décisives           | 5                | 3 fois                  | 3 fois           | 1        | 3 fois              | 3 fois        |
| Interceptions              | 2                | 2 fois                  | 2 fois           | 1        | 3 fois              | 3 fois        |
| Contres                    | 7                | @ Wizards de Washington | 19 mars 2024     | 1        | 3 fois              | 3 fois        |
| Balles perdues             | 4                | 2 fois                  | 2 fois           | 1        | 2 fois              | 2 fois        |
| Minutes jouées             | 35               | Pacers de l'Indiana     | 12 mars 2022     | 31       | Nuggets de Denver   | 11 mai 2023   |

- Double-double : 5
- Triple-double : 0

Dernière mise à jour : 9 février 2025